# 乔恩·鲁特
乔恩·鲁特（英語：Jon Root，1964年7月10日—），美国男子排球运动员。他曾代表美国参加1988年夏季奥林匹克运动会排球比赛，获得一枚金牌。他也曾参加1987年泛美运动会。